# Bahnhof Bad Doberan
Der Bahnhof Bad Doberan ist der Bahnhof der mecklenburgischen Stadt Bad Doberan im Landkreis Rostock. Er befindet sich an Streckenkilometer 40,9 der Bahnstrecke Wismar–Rostock und ist zugleich Anfangspunkt der Bäderbahn Molli, die Bad Doberan mit Kühlungsborn verbindet.

## Lage
Der Bahnhof liegt südlich der Stadt etwa 600 Meter vom Stadtzentrum Bad Doberans entfernt. Die Bahnsteige sind in Ost-West-Richtung ausgelegt, Am Hausbahnsteig liegen am Durchfahrtsgleis die Bahnsteiggleise 1 (das umfahren werden kann) und 2, während das Gleis 3 ein Kopfgleis in Richtung Osten ist. Auf der Nordseite liegen parallel zwei Bahnsteige der Bäderbahn Molli, deren Gleise in westlicher Richtung hinter dem Bahnhof in Richtung Norden abbiegen und entlang der Bahnhofsstraße stadteinwärts führen. Das Bahnhofsgebäude liegt am westlichen Ende des Bahnhofes zwischen den Gleisen der Bäderbahn und der Bahnstrecke Wismar–Rostock.

## Geschichte
Mit dem Bau der Bahnstrecke Wismar–Rostock im Jahr 1883 erhielt Doberan über eine Nebenbahn Schienenanbindung an Wismar und Rostock. Der Abschnitt nach Rostock wurde am 27. Juli 1883 eröffnet, am 22. Dezember desselben Jahres wurde auch der Streckenabschnitt bis Wismar fertiggestellt, so dass fortan Züge zwischen Rostock und Wismar über den Bahnhof Doberan verkehren konnten. Rund drei Jahre später, am 7. Juli 1886, wurde die Doberan-Heiligendammer-Eisenbahn, die heutige Bäderbahn Molli, offiziell eingeweiht. Ab dem 9. Juli 1886 verkehrten die ersten Züge der Schmalspurbahn vom Bad Doberaner Bahnhof nach Heiligendamm.
Nach der Umbenennung der Stadt Doberan in Bad Doberan 1921 wurde auch der Bahnhof Doberan in Bad Doberan umbenannt. Der Bahnhof mit Empfangsgebäude, Perron-Überdachung, früherem Aufsichts- und Toilettengebäude und westlichem Stellwerk steht unter Denkmalschutz.

## Anbindung
Bad Doberan wird stündlich von einer Regionalbahn-Linie bedient, die in der Hauptverkehrszeit in Richtung der Hansestadt Rostock durch eine weitere Regionalbahn verstärkt wird. Zudem beginnt mit der Bäderbahn Molli eine Schmalspurbahn ihre Fahrten am Bahnhof Bad Doberan.
| Linie                    | Verlauf                                                           | Takt                                                    | EVU                              |
| ------------------------ | ----------------------------------------------------------------- | ------------------------------------------------------- | -------------------------------- |
| RB 11                    | Wismar – Neubukow – Bad Doberan – Rostock Hbf (– Sanitz – Tessin) | stündlich                                               | DB Regio Nordost                 |
| RB 12                    | Bad Doberan – Rostock Hbf (– Rövershagen – Graal-Müritz)          | stündlich in HVZ                                        | DB Regio Nordost                 |
| RB 31                    | Bad Doberan – Heiligendamm – Kühlungsborn Ost – Kühlungsborn West | stündlich (April–Oktober) zweistündlich (November–März) | Mecklenburgische Bäderbahn Molli |
| Stand: 12. Dezember 2023 |                                                                   |                                                         |                                  |